# Grigorij Adamow
Grigorij Borisowicz Adamow, właściwie Grigorij Gibs (ros. Григорий Борисович Адамов, ur. 18 maja 1886, zm. 14 lipca 1945) – radziecki pisarz.
W 1934 rozpoczął swoją twórczość w dziedzinie fantastyki naukowej w stylu Verna, w ramach współpracy z czasopismem "Znanije-siła". W listopadowym wydaniu czasopisma opublikowano pierwsze opowiadanie science fiction "Diego". następnie napisał opowiadanie "Awarija" (1935) i "Oazis Sołnca" (1936), który opisywał wykorzystanie energii słonecznej, przekształcającej jałową pustynię Kara-Kum w kwitnący ogród.
Napisał trzy duże powieści, ostatnia - Wygnanie władcy - została opublikowana po śmierci autora.

### Powieści
- Pobieditieli niedr, 1937;
- Tajna dwuch okieanow, 1938;
- Wygnanie władcy, 1946, polskie wydanie KiW 1950.

### Opowiadania
- Rasskaz Diego, 1934;
- Awarija, 1935;
- Oazis Sołnca, 1936;
- W stratosferie, 1938;
- Zawojewanije niedr, 1938;
- Korabliekruszenije na Angarie, 1938;
- Puti buduszczego, 1938.